# Llista de banderes municipals de Lituània

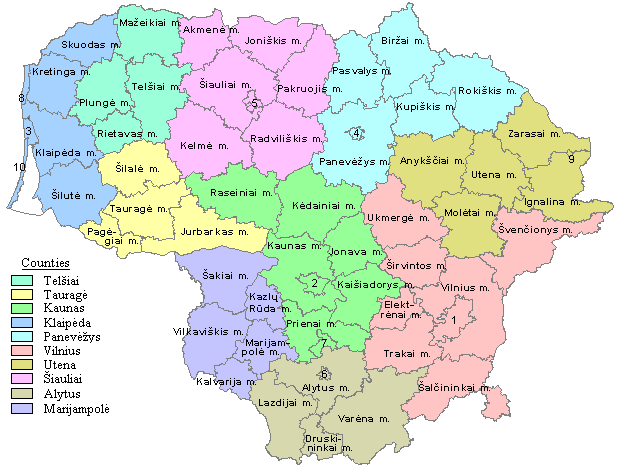
Municipis de Lituània.

Aquesta és una llista de les banderes municipals de Lituània. Les banderes estan agrupades per comtats segons estableix la divisió administrativa de Lituània.

## Comtat d'Alytus

Alytus (ciutat)
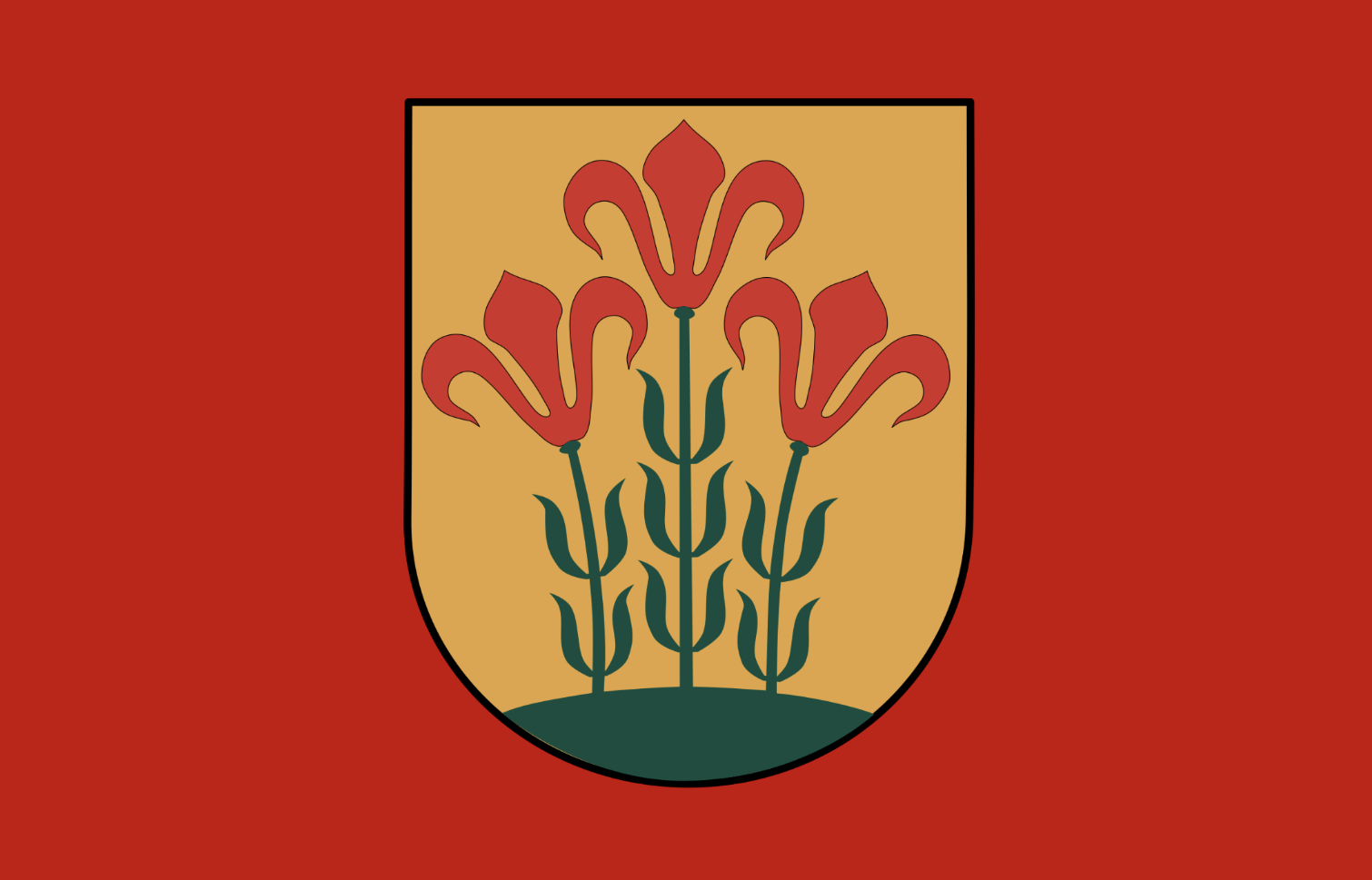
Alytus (districte)
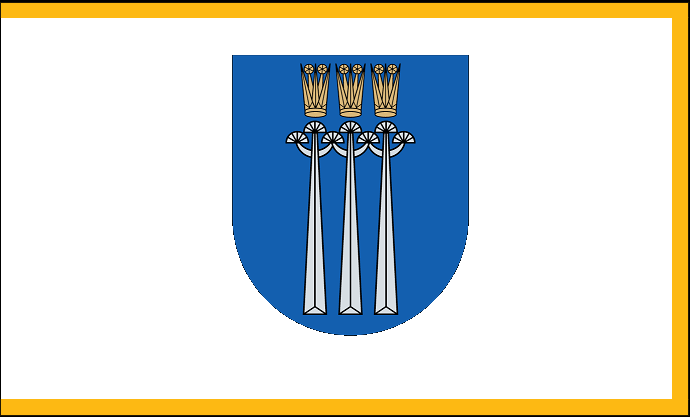
Druskininkai
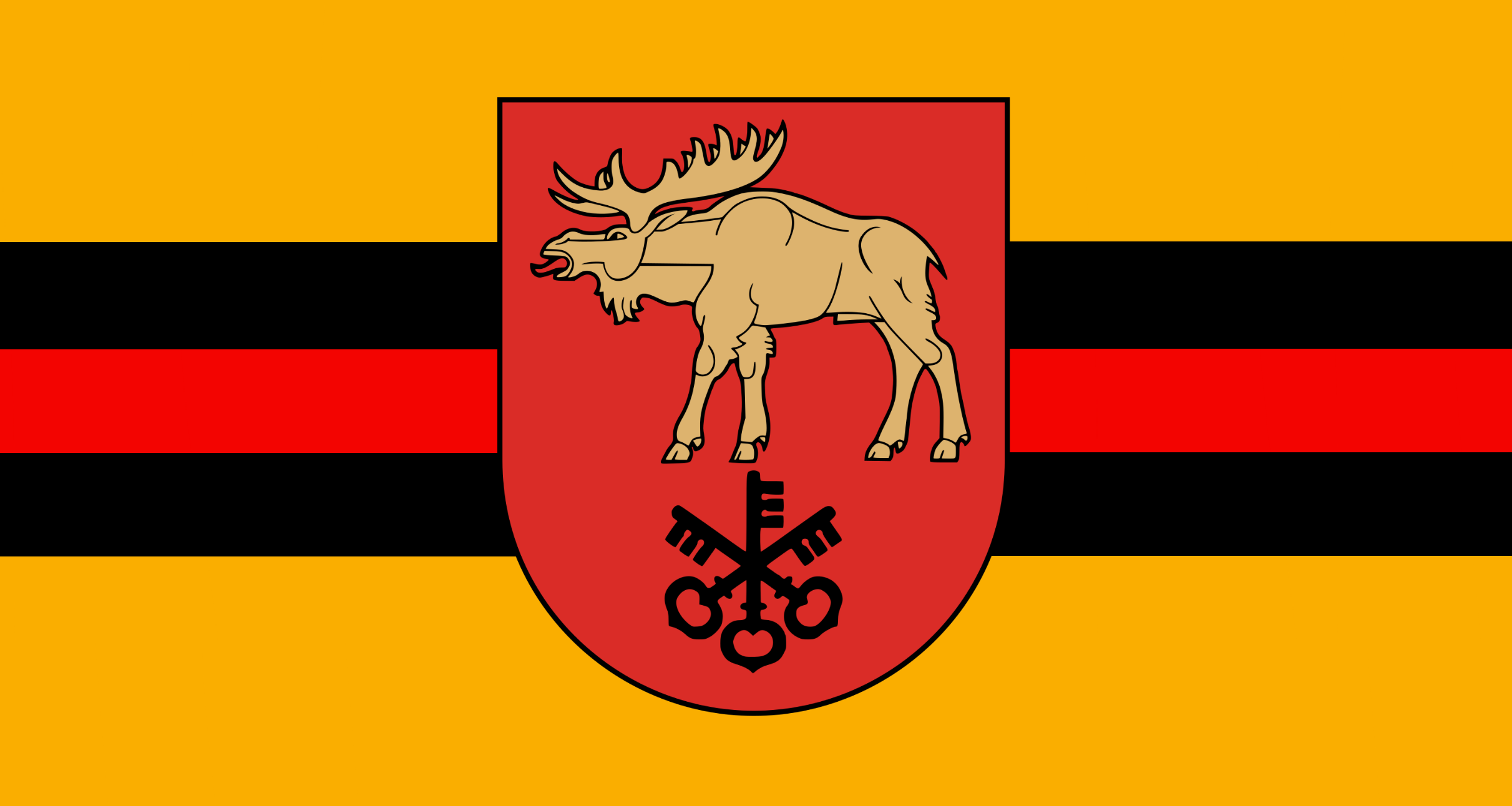
Lazdijai
Varėna

## Comtat de Kaunas

Birštonas
Jonava
Kaišiadorys
Kaunas (ciutat)
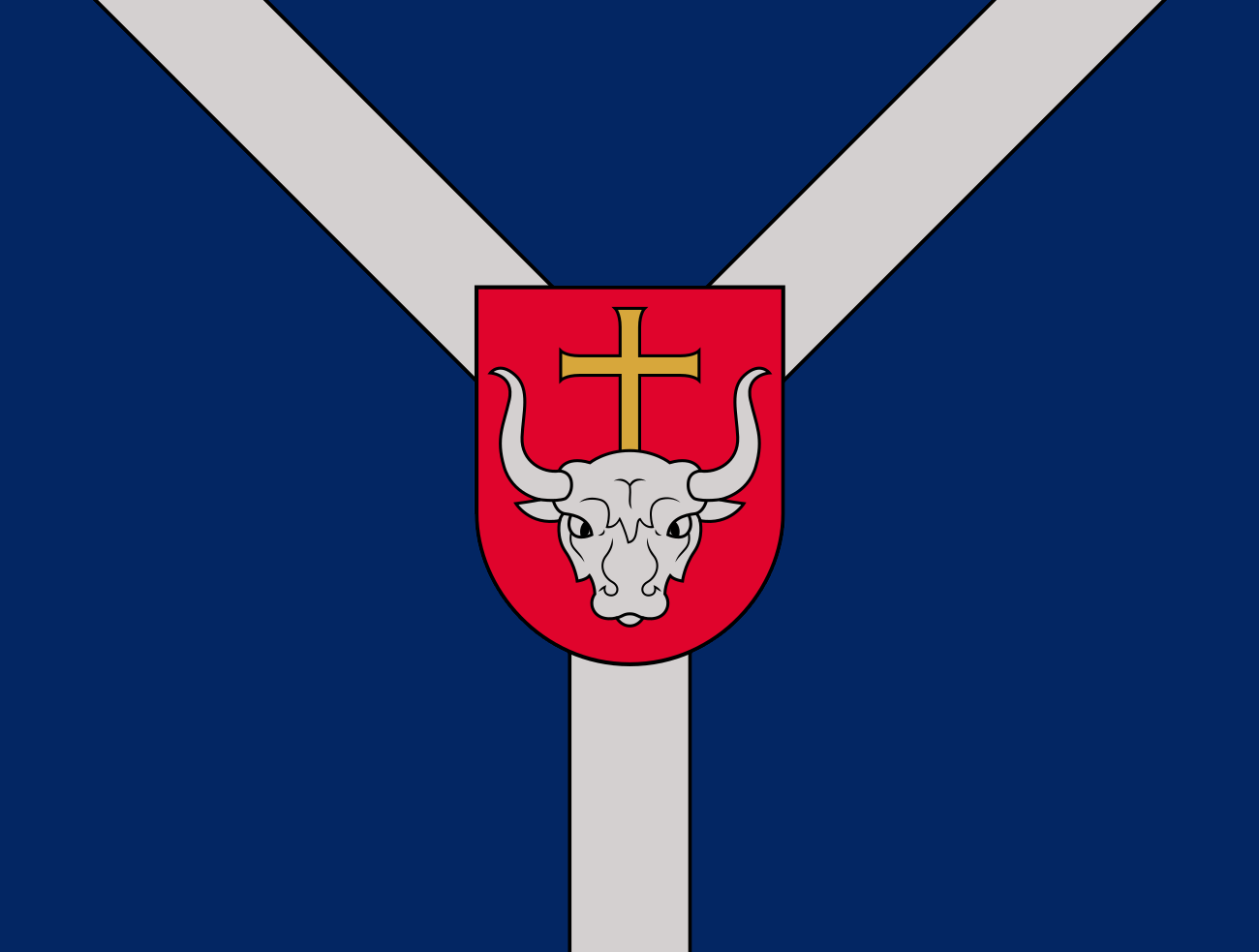
Kaunas (districte)
Kėdainiai
Prienai
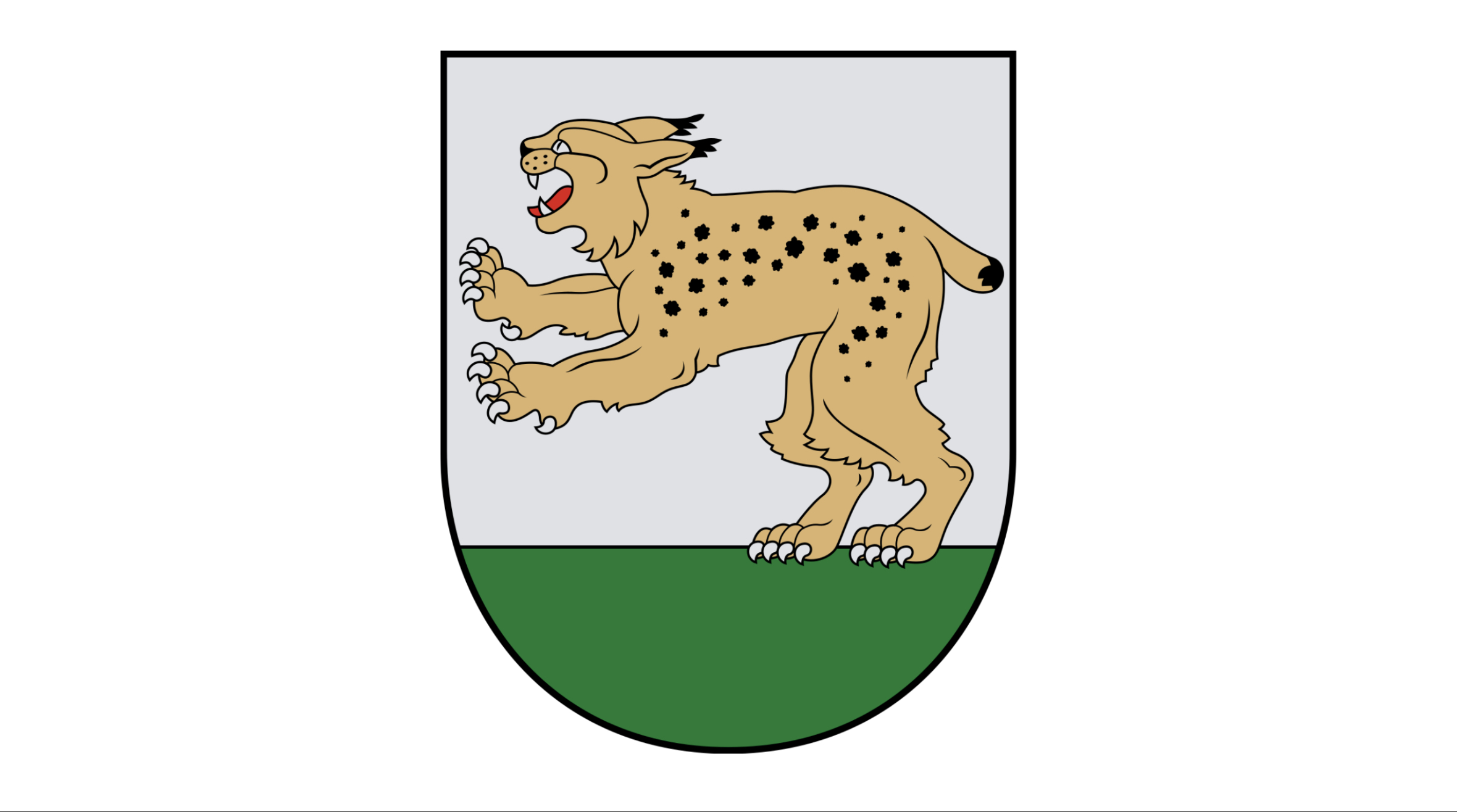
Raseiniai

## Comtat de Klaipėda

Klaipėda (ciutat)
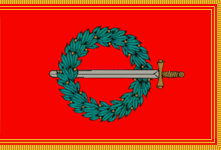
Klaipėda (districte)
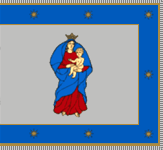
Kretinga
Neringa
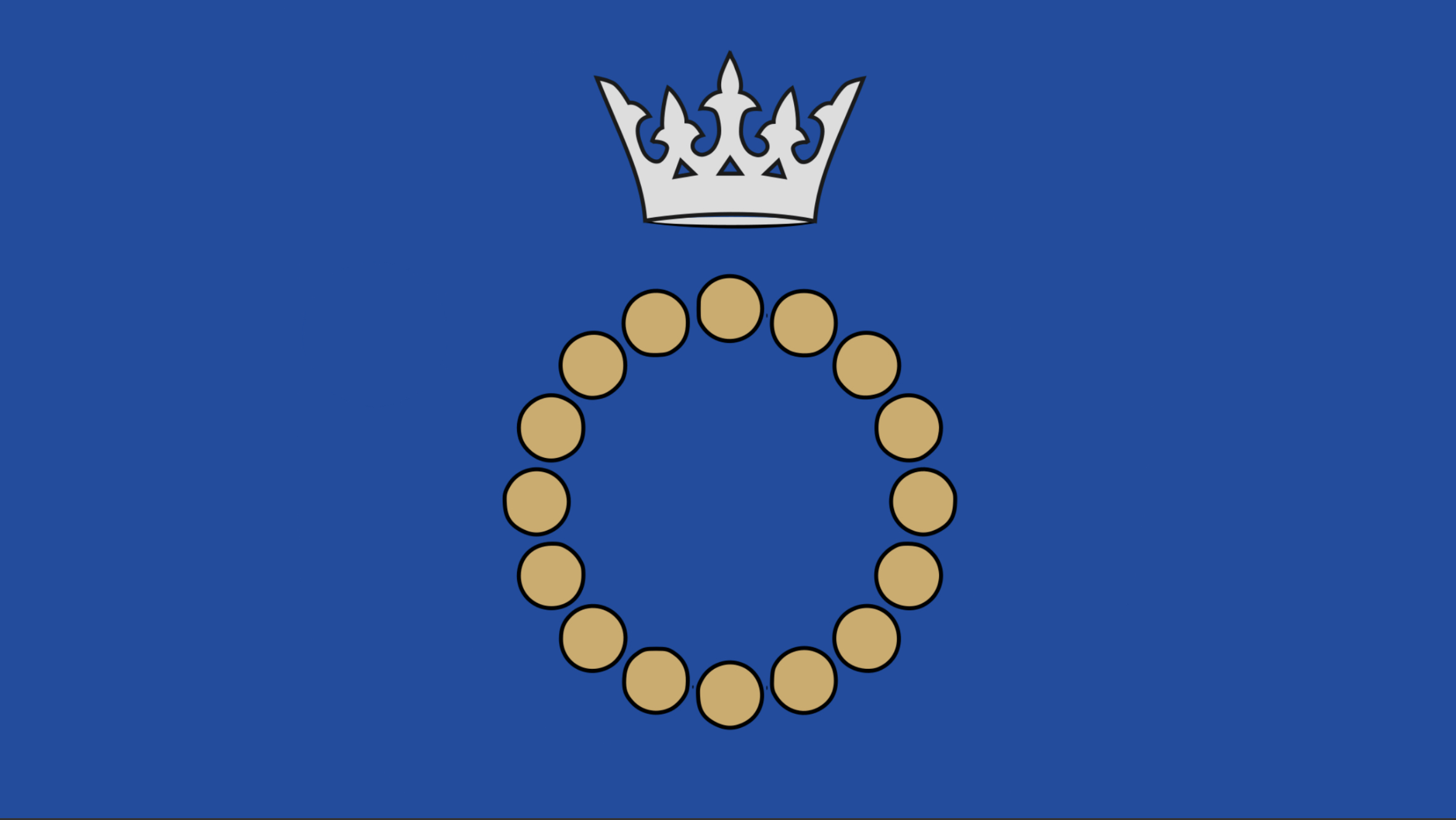
Palanga
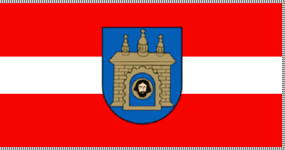
Skuodas
Šilutė

## Comtat de Marijampolė

Kalvarija
Kazlų Rūda
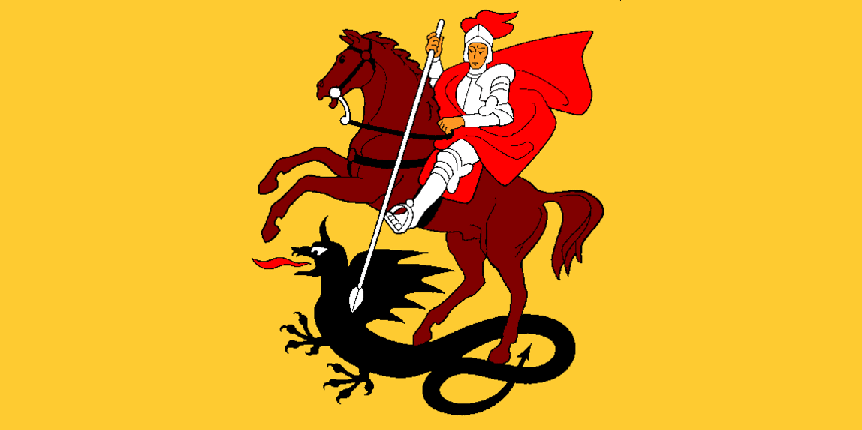
Marijampolė (ciutat)
Marijampolė (districte)
Šakiai
Vilkaviškis

## Comtat de Panevėžys

Biržai
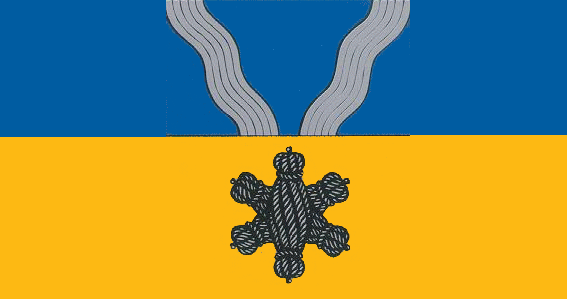
Kupiškis
Panevėžys (ciutat)
Panevėžys (districte)
Pasvalys
Rokiškis

## Comtat de Šiauliai

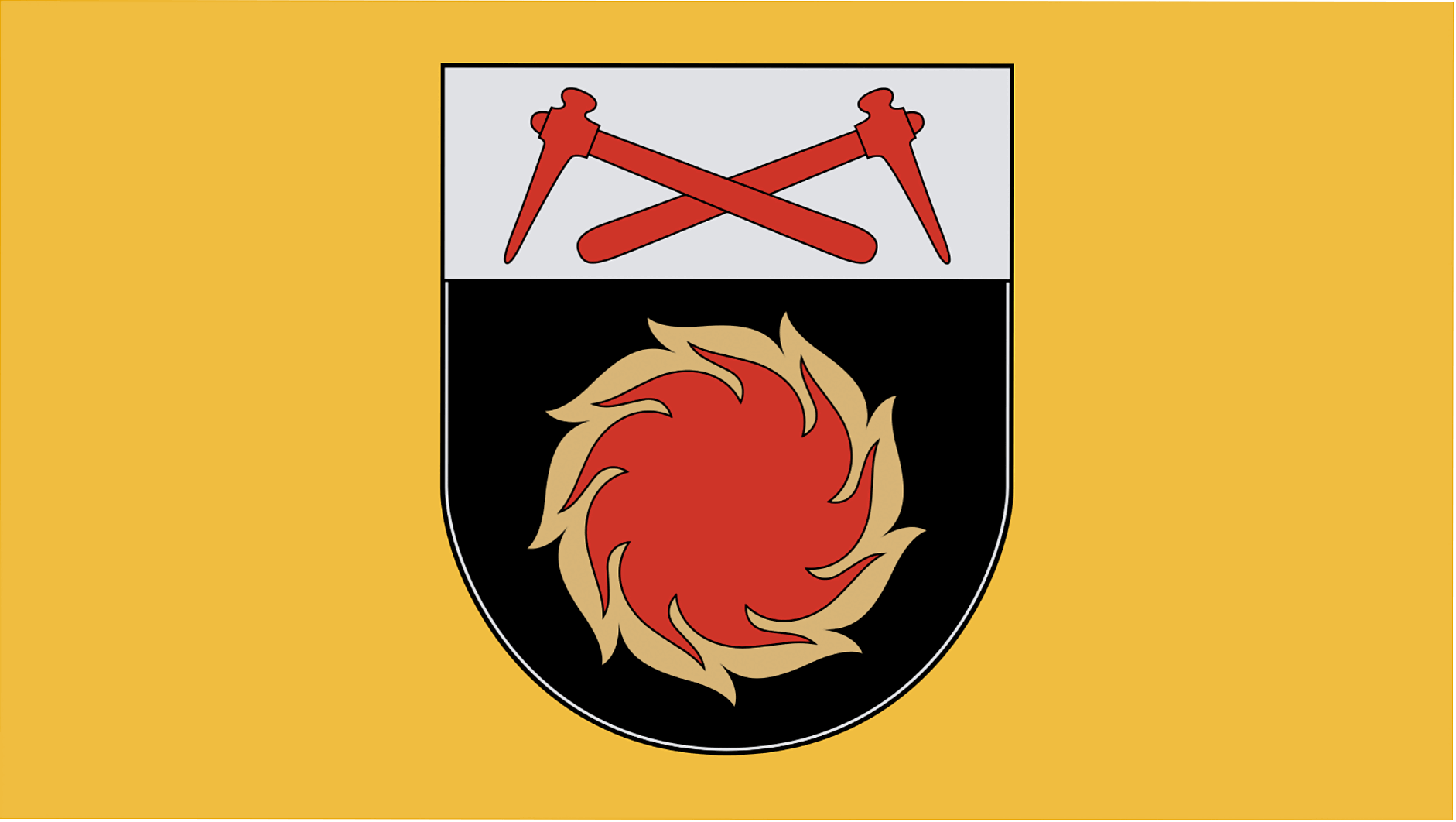
Akmenė
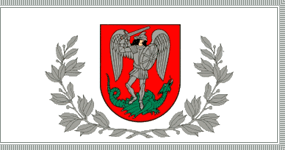
Joniškis
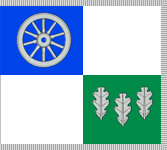
Kelmė
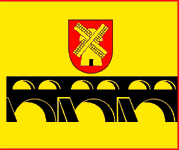
Pakruojis
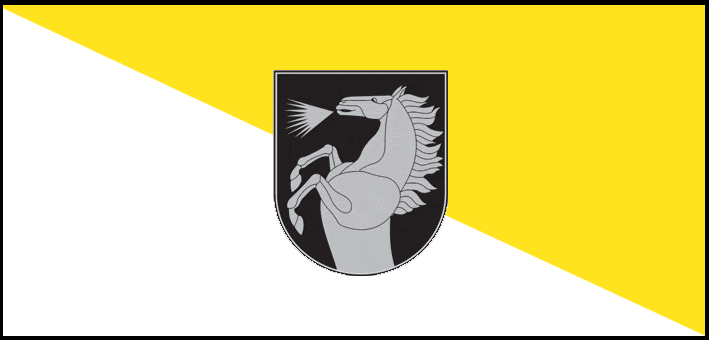
Radviliškis
Šiauliai (ciutat)
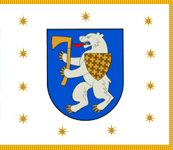
Šiauliai (districte)

## Comtat de Tauragė

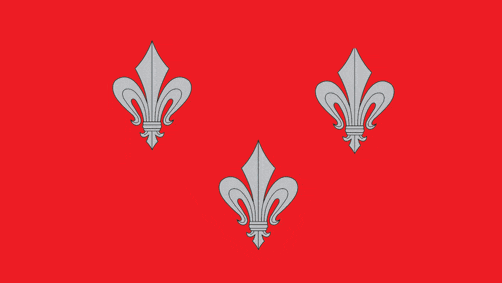
Jurbarkas
Pagėgiai
Šilalė
Tauragė

## Comtat de Telšiai

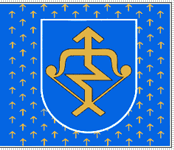
Mažeikiai
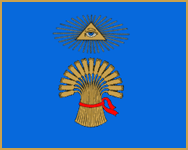
Plungė
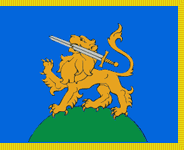
Rietavas
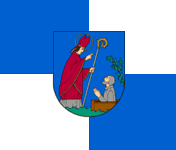
Telšiai

## Comtat d'Utena

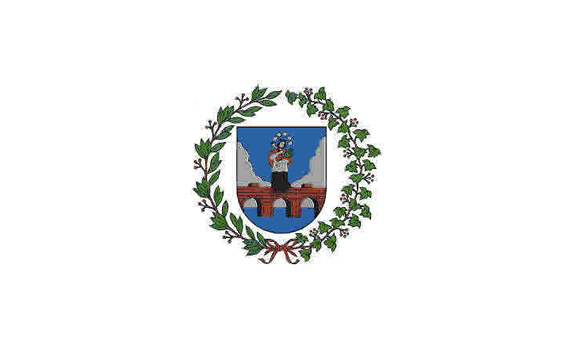
Anykščiai
Ignalina
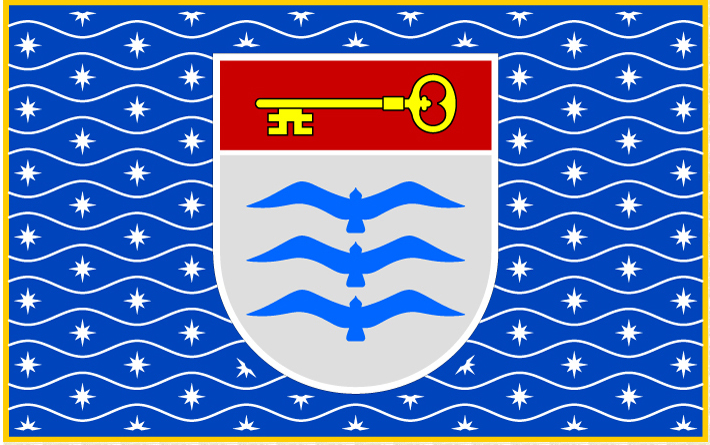
Molėtai
Utena
Visaginas
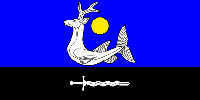
Zarasai

## Comtat de Vílnius

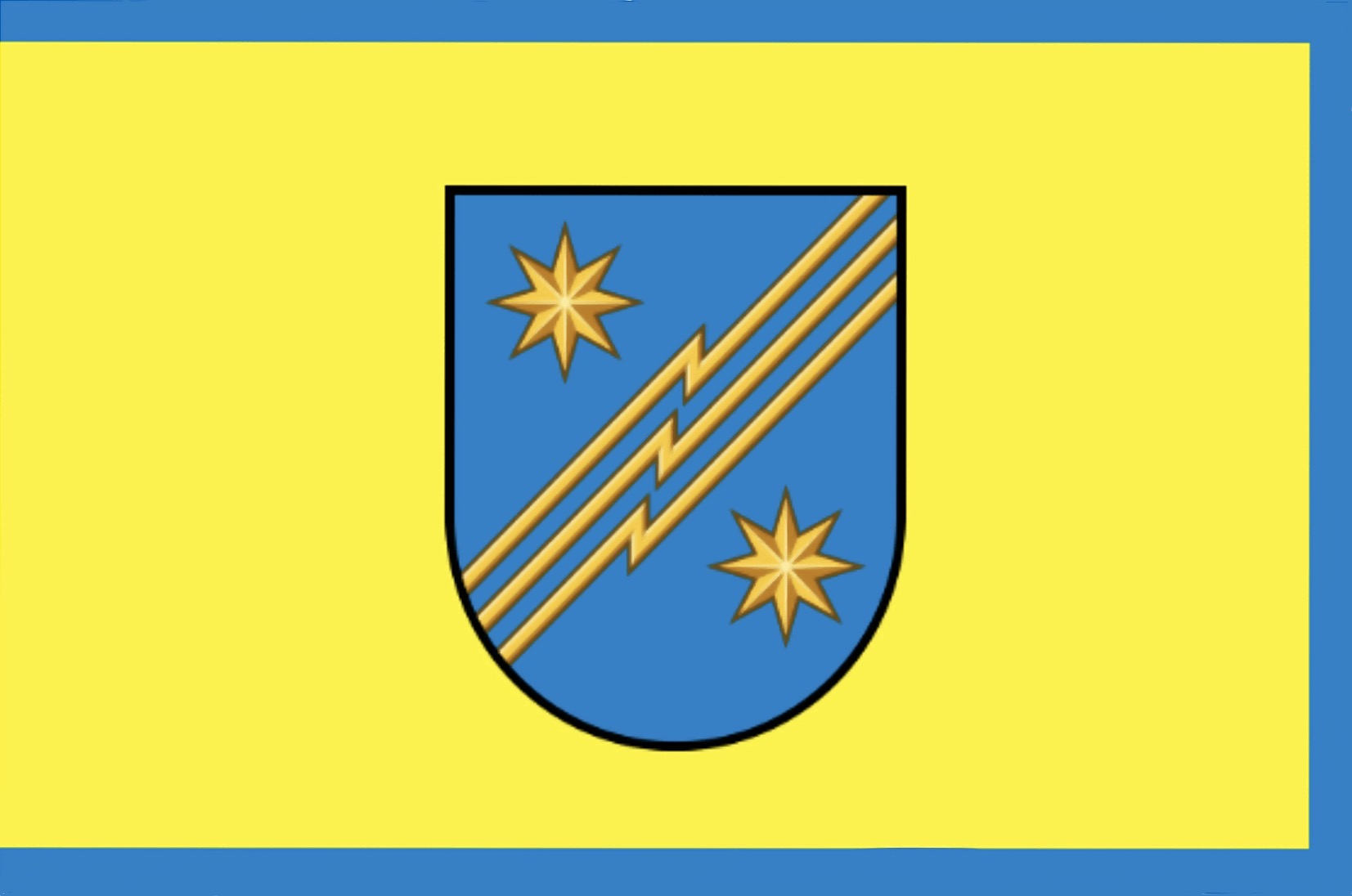
Elektrėnai
Šalčininkai
Širvintos
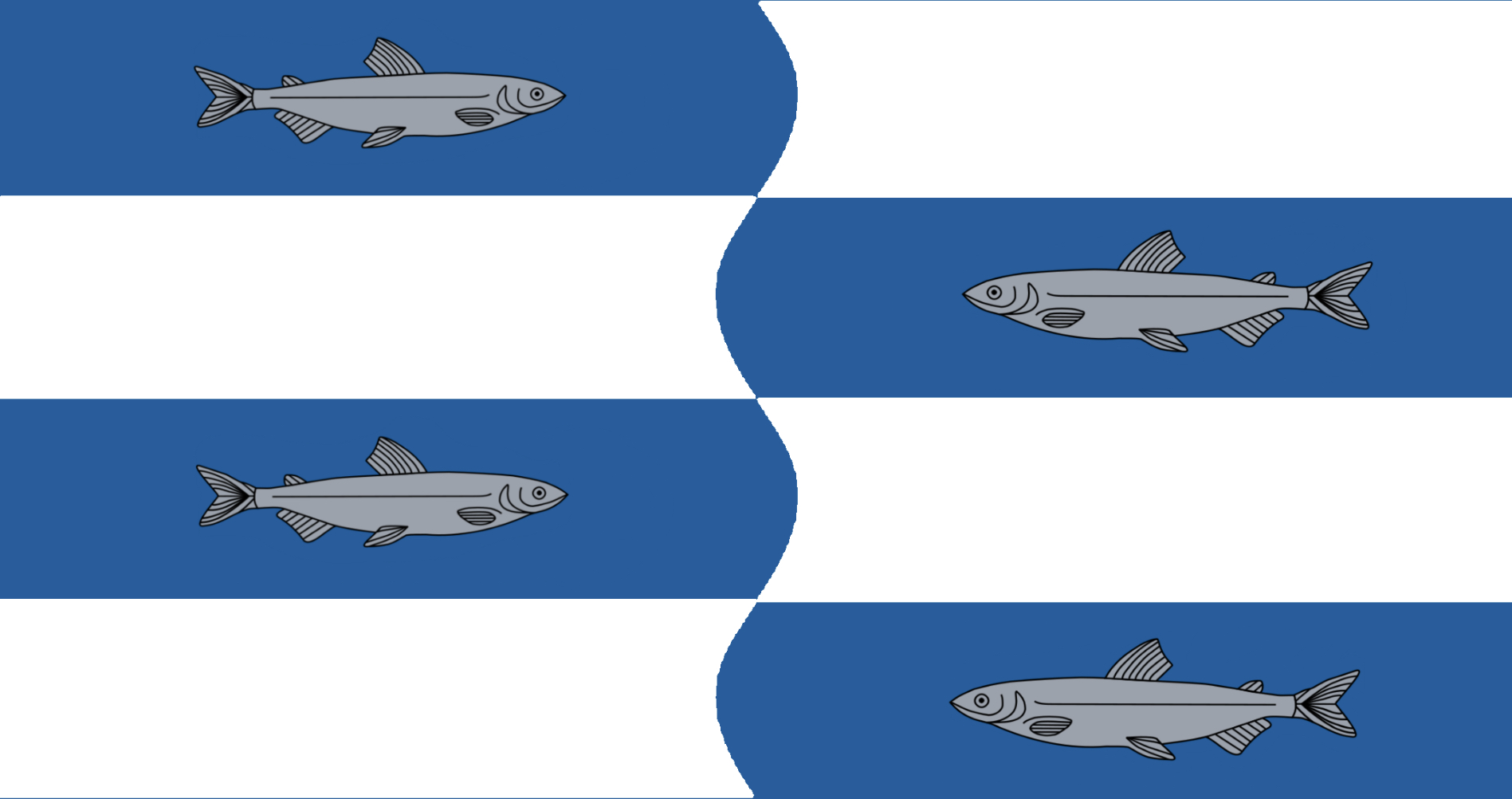
Švenčionys
Trakai
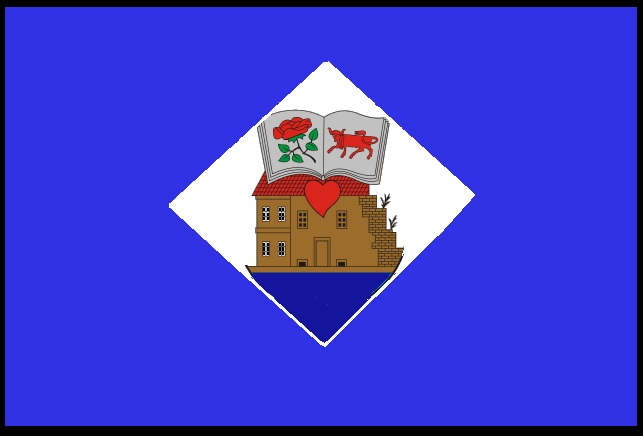
Ukmergė
Vílnius (ciutat)
Vílnius (districte)